# الغزو السري (مسلسل)
الغزو السري (بالإنجليزية: Secret Invasion) هو مسلسل تلفزيوني أمريكي قصير من إنتاج كايل برادستريت لخدمة البث ديزني+، وهو مقتبس من قصة مارفل كوميكس التي تحمل الاسم نفسه والتي صدرت عام 2008. وهو المسلسل التلفزيوني التاسع في عالم مارفل السينمائي (MCU) الذي تنتجه استوديوهات مارفل، ويشارك الإستمرارية مع أفلام السلسلة. يتتبع المسلسل نيك فيوري وتالوس وهما يكشفان مؤامرة من قبل مجموعة من السكرول المتحولين الى بشر لغزو الأرض. برادستريت هو كاتب السيناريو الرئيسي، وعلي سليم هو المخرج.
يعيد صامويل إل جاكسون وبن مندلسون تمثيل دوريهما فيوري وتالوس من إصدارات عالم مارفل السينمائي السابقة، ويشارك في بطولته أيضًا كينغسلي بن أدير، وكيليان سكوت، وصامويل أديونمي، وديرموت مولروني، وريتشارد دورمر، وإميليا كلارك، وأوليفيا كولمان، ودون تشيدل، وتشارلين وودارد، وكريستوفر ماكدونالد، وكاتي فينيران. بدأ تطوير المسلسل في سبتمبر 2020، بمشاركة برادستريت وجاكسون. وكُشف عن عنوان المسلسل وأحداثه، بالإضافة إلى عودة مندلسون، في ديسمبر من ذلك العام. وتم اختيار طاقم عمل إضافي خلال شهري مارس وأبريل 2021، تلاه تعيين سليم وتوماس بيزوتشا لإخراج المسلسل في مايو من ذلك العام. بدأ التصوير في لندن في سبتمبر 2021 وانتهى في أواخر أبريل 2022، مع تصوير إضافي في أنحاء إنجلترا. أثناء الإنتاج، تم استبدال معظم أعضاء الفريق الإبداعي للمسلسل، حيث تولى برايان تاكر كتابة السيناريو من برادستريت وغادر بيزوتشا، وأُعيد تصوير المسلسل على نطاق واسع من منتصف يونيو إلى أواخر سبتمبر 2022.
عُرض مسلسل "الغزو السري" لأول مرة في 21 يونيو 2023، واستمر لست حلقات حتى 26 يوليو. وهو أول مسلسل في المرحلة الخامسة من عالم مارفل السينمائي. تلقى المسلسل آراء متباينة من النقاد، الذين أشادوا بأداء جاكسون ومندلسون لكنهم انتقدوا الكتابة (وخاصة النهاية)، والوتيرة، والمؤثرات البصرية.

## القصة
يتعاون نيك فيوري مع تالوس، وهو سكرول (كائن فضائي) متغير الشكل، لكشف مؤامرة من قبل مجموعة من السكرول المارقين بقيادة جرافيك الذين يخططون للسيطرة على الأرض من خلال التظاهر بأنهم بشر مختلفون حول العالم.

## الممثلون والشخصيات
- صامويل إل جاكسون في دور نيك فيوري

المدير السابق لمنظمة شيلد، والذي عمل مع السكرول في الفضاء لسنوات قبل عودته إلى الأرض. ابتعد فيوري عن الأرض لفترة طويلة جزئيًا لأنه منهك وغير متأكد من مكانه في العالم بعد أحداث فيلمي المنتقمون: الحرب اللانهائية (2018) والمنتقمون: نهاية اللعبة (2019).
- بن مندلسون في دور تالوس

الزعيم السابق للسكرول وحليف فيوري.
- كينغسلي بن أدير في دور غرافيك

زعيم مجموعة من السكرول المتمردين الذين انفصلوا عن تالوس ويعتقدون أن أفضل طريقة لمساعدة جنسهم هي التسلل إلى الأرض للحصول على الموارد التي يحتاجونها. يُنشئ عمليته في موقع إشعاعي مُعطل في روسيا، ويكره معظم السكرول الذين يعملون لديه، معتقدًا أنهم حمقى. عمل بن أدير على إيجاد مستوى الكراهية المناسب في كل مشهد، إذ شعر أن غرافيك لا يثق بأحد ويكره الجميع، ولكنه لا يزال بحاجة إلى السكرول الآخرين لتحقيق أهدافه.
- كيليان سكوت في دور باغون

سكرول متمرد ونائب غرافيك. يجسّد سكوت أيضًا نظيره البشري الذي اتخذه باغون شكله في الحلقة الأخيرة.
- صموئيل أديونمي في دور بيتو

مجند سكرول متمرد.
- ديرموت مولروني في دور ريتسون

رئيس الولايات المتحدة.
- ريتشارد دورمر في دور بريسكود

عميل سابق في شيلد كشف خطة السكرول لغزو الأرض.
- إميليا كلارك في دور جيا

ابنة تالوس التي تعمل لدى غرافيك. تستاء من فيوري لأنه لم يتمكن من الوفاء بالوعود التي قطعها في كابتن مارفل بإيجاد موطن جديد للسكرول.
- أوليفيا كولمان في دور سونيا فالسوورث

عميلة رفيعة المستوى في جهاز الاستخبارات البريطاني MI6، وحليفة قديمة لفيوري، تسعى لحماية مصالح الأمن القومي للمملكة المتحدة أثناء الغزو.
- دون تشيدل في دور رافا / جيمس "رودي" رودس

امرأة سكرول تنتحل شخصية رودس (ضابط في القوات الجوية الأمريكية ومنتقم) وتعمل مبعوثة ومستشارة للرئيس ريتسون. تجسد نيشا آليا شخصية رافا بشخصية سكرول. قال جاكسون إن رودس سيكون "شخصية سياسية" في المسلسل بدلاً من استخدام درع آلة الحرب. أشار تشيدل إلى أن هذا جعل رودس خصمًا أكثر من ظهوراته السابقة في عالم مارفل السينمائي، حيث أصبحت الشخصية عالقة بين كونه "رجلًا عسكريًا يتبع التسلسل القيادي" وشخصًا يستطيع "الخروج عن المألوف". بمجرد أن علم فيوري باستبدال رودس بسكرول، شعر تشيدل أنهما دخلا في "لعبة قط وفأر" حيث يمتلك كل منهما معلومات مسيئة للآخر. يُطلق سراح رودس الحقيقي في نهاية المسلسل من كبسولة احتواء سكرل.
- شارلين وودارد في دور فارا / بريسيلا ديفيس

سكرول، وزوجة نيك فيوري، ولها تاريخ مع جرافيك. اتخذت فارا شكل الدكتورة بريسيلا ديفيس التي كانت تعاني من عيب خلقي في القلب.
- كريستوفر ماكدونالد في دور كريس ستيرنز

سكرول يتظاهر بأنه مذيع أخبار في قناة FXN وعضو في مجلس سكرل. استندت الشخصية إلى مذيع الأخبار الحقيقي تاكر كارلسون وقناة فوكس نيوز.
- كاتي فينيران في دور روزا دالتون

عالمة تم استبدالها بسكرول تبحث في عينات مختلفة من الحمض النووي لمشروع هارفست.

## الحلقات
| ر. الإجمالي | العنوان    | المخرج   | الكاتب                                               | تاريخ العرض الأصلي |
| --- | ---------- | -------- | ---------------------------------------------------- | ------------------ |
| 1 | «البعث»    | علي سليم | كايل برادستريت وبريان تاكر                           | 21 يونيو 2023      |
| في موسكو، يلاحق تالوس إيفرت ك. روس لقتله عميل وكالة المخابرات المركزية بريسكود، الذي افترض أن متمردي سكرول المتغيرين الشكل - محبطين لأن تالوس ونيك فيوري لم يجدوا لهم كوكبًا جديدًا - يعتزمون التحريض على الحرب بين روسيا والولايات المتحدة للسيطرة على الأرض. تصل ماريا هيل لمساعدة روس، لكنها تكتشف أنه سكرول. تتصل بفيوري، الذي كان يعمل في الفضاء لسنوات بعد الوميض. عند عودته إلى الأرض، يعلم فيوري أن تالوس قد تم نفيه من مجلس سكرول واستبداله بحليفه السابق جرافيك، زعيم المتمردين. يتم اختطاف فيوري من قبل عملاء MI6 الذين يعملون لدى معارفه القديم سونيا فالسوورث، التي ترفض العمل مع فيوري لوقف جرافيك. باستخدام جهاز تنصت للتنصت عليها، يحدد فيوري وتالوس موقع السكرول الذين حصلوا على القنابل القذرة للمتمردين، بما في ذلك ابنة تالوس جيا. بعد أن كشفت تالوس عن مقتل والدتها سورين على يد المتمردين، كشفت جيا عن خطة المتمردين لمهاجمة ساحة فوسويدينينييه في يوم الوحدة. فشل فيوري وهيل وتالوس في اعتراض القنابل قبل أن يفجرها جرافيك. في خضم الفوضى التي تلت ذلك، تنكر جرافيك بزي فيوري وقتل هيل. |            |          |                                                      |                    |
| 2 | «الوعود»   | علي سليم | سيناريو: برايان تاكر قصة: برانت إنجلستين وبريان تاكر | 28 يونيو 2023      |
| في عام 1997، يجند فيوري العديد من لاجئي سكرول، بما في ذلك جرافيك الشاب اليتيم، مقابل مساعدتهم في العثور على كوكب جديد. في الوقت الحاضر، يكشف تالوس لفيوري أن مليون سكرول يعيشون على الأرض. ونظرًا لتورط الولايات المتحدة في القصف، يلتقي جرافيك بمجلس سكرول ويحصل على دعم الأغلبية لقيادة السكرول في حرب جديدة. تتصل عضوة المجلس المعارضة شيرلي ساجار بتالوس لترتيب لقاء بينه وبين جرافيك. في لندن، يلتقي فيوري بالعقيد جيمس رودس لشرح الموقف، لكن رودس يطرد فيوري ويلومه على القصف وموت هيل. تستجوب فالسوورث متمردًا مسجونًا، بروغان، الذي يكشف أن جرافيك يبني آلة قادرة على تقوية السكرول بمساعدة زوجين من العلماء، دالتون. تكتشف جيا أن المتمردين يجربون الحمض النووي المعزز قبل مرافقة جرافيك لقتل بروغان. يعود فيوري إلى المنزل ويقابل زوجته، وهي سكرول تدعى فارا والتي اتخذت الهوية البشرية، بريسيلا ديفيس. |            |          |                                                      |                    |
| 3 | «خيانة»    | علي سليم | روكسان باريديس وبريان تاكر                           | 5 يوليو 2023       |
| يكشف غرافيك لمجلس سكرول أنه ينوي إنشاء سوبر سكرول بقدرات خاصة باستخدام الحمض النووي المعزز، بعد أن استخدم نفسه كأول موضوع اختبار ناجح. ويوضح أيضًا أنه أرسل متمردين للتسلل إلى البحرية الملكية لإطلاق صواريخ على طائرة تابعة للأمم المتحدة. يلتقي غرافيك مع تالوس للتفاوض على صفقة، لكن النقاش ينهار عندما يهدد الأول بقتل جيا. ترسل جيا سرًا معلومات إلى تالوس حول هجوم البحرية الملكية. فيوري غاضبًا من أن تالوس سمح للعديد من سكرول بالتسلل إلى الأرض، يطلب من تالوس على مضض مساعدته في إيقاف غرافيك. يتصلون بفالسوورث ويتعرفون على اسم الضابط المسؤول في مقر القيادة البحرية، العميد البحري روبرت فيربانكس. يقتحم فيوري وتالوس منزل فيربانكس ويستجوبونه، ليكتشفوا أنه سكرول. بعد أن استفز تالوس ليقتله، اتصل تالوس بجيا، التي حصلت على رمز تفويض فيربانكس لإلغاء إطلاق الصاروخ في الوقت المناسب. حاولت جيا الهرب، لكن جرافيك - الذي اشتبه بخيانتها - أطلق عليها النار وتركها لتموت. في هذه الأثناء، اتصلت فارا سرًا بشخص مجهول، راغبةً في التحدث إلى جرافيك، لكن طلبها مُنع.                                   |            |          |                                                      |                    |
| 4 | «الحبيب»   | علي سليم | بريان تاكر                                           | 12 يوليو 2023      |
| قبل محاولتها الهرب من المتمردين، استخدمت جيا آلة غرافيك لتزويد نفسها بقدرات إكستريميس. هذا يسمح لها بالتعافي من طلقة غرافيك ومقابلة تالوس. يشرح لها أنه يخطط لطلب مساعدة رئيس الولايات المتحدة ريتسون لآل سكرول بعد نجاحهم في إيقاف المتمردين، مما خيب آمال جيا، التي كانت تأمل في خطة أقوى لإيجاد موطن جديد لهم. تلتقي فارا مع رودس - سكرول متنكرة تدعى رافا - وتأمرها الأخيرة بقتل فيوري. بعد أن استمع فيوري سرًا إلى محادثتهما، واجه فارا بهذا الأمر، لكنهما تصالحا بعد أن كشفت أنها أقسمت لنظيرتها البشرية ألا تؤذي حبيبها أبدًا. يزور فيوري رافا ويشاركها مشروبًا، ويزرع سرًا جهاز تعقب سائل. ثم يتبع فيوري وتالوس رافا بينما تأخذ ريتسون لإجراء محادثات مع روسيا. يهاجم غرافيك والمتمردون موكب ريتسون متنكرين في زي إرهابيين روسيين. يقوم فيوري وتالوس باستخراج ريتسون فاقد الوعي، لكن جرافيك يقتل تالوس في هذه العملية. |            |          |                                                      |                    |
| 5 | «الهارفست» | علي سليم | مايكل بهيم وبريان تاكر                               | 19 يوليو 2023      |
| بعد فشل هجومهم على ريتسون، بدأ المتمردون يفقدون ثقتهم بجرافيك لعدم قتله فيوري وخداعه المزعوم لهم. قاد بيتو، المجند الجديد، مجموعة صغيرة لشن تمرد، لكن جرافيك قتلهم جميعًا. في هذه الأثناء، نقل فيوري ريتسون إلى المستشفى وواجه رافا، لكنها كشفت أنها سربت لقطات من مقتل هيل، مما وضع فيوري على قائمة المراقبة العالمية. التقى فيوري لاحقًا بجيا، التي كشفت أن جرافيك يبحث عن "الهارفست". بعد كشف رئيسها ديريك ويذربي على أنه سكرول، حددت فالسوورث مكان الدكتورة روزا دالتون، وهي سكرول متنكر آخر، وسألتها عن جهاز الحمض النووي الخاص بجرافيك. عرضت رافا على ريتسون صورًا لقاعدة جرافيك الروسية "نيو سكرولوس" لتوريط روسيا كمتعاطفين مع سكرول، ونصحت بشن هجوم على المجمع. اتصل جرافيك بفيوري، وعرض عليه إلغاء الهجوم إذا أحضر له "الهارفست" شخصيًا. أقام جيا وفارا جنازة لتالوس وصدّا هجومًا من رجال غرافيك. في فنلندا، قاد فيوري فالسوورث إلى قبرٍ يحمل اسمه ويحتوي على "الهارفست"، وهو مجموعة من الحمض النووي للأبطال الخارقين الذين قاتلوا خلال معركة الأرض. يأخذ فيوري "الهارفست" ويستعد لمواجهة غرافيك.         |            |          |                                                      |                    |
| 6 | «الوطن»    | علي سليم | كايل برادستريت وبريان تاكر                           | 26 يوليو 2023      |
| يواجه فيوري غرافيك في نيو سكرولوس، ويعطيه الهارفست، ويطلب منه إنقاذ الأرض وغزو كواكب أخرى. يرفض غرافيك قبل أن يستخدم الهارفست لتعزيز نفسه ويحاول قتل فيوري، ليكتشف أنه جيا متنكرة، فعززت نفسها أيضًا. يتقاتل الاثنان، وتقتل جيا غرافيك في النهاية. في هذه الأثناء، تنجح رافا في إقناع ريتسون بالموافقة على ضربة نووية على نيو سكرولوس، لكن فالسوورث تخدعه لترتب لإجلاء ريتسون. تحاول رافا الرد، لكن فيوري يقتلها. يوقف ريتسون الضربة، مما يسمح لجايا بتحرير سجناء غرافيك البشريين، مثل روس ورودس. في أعقاب ذلك، أصدر ريتسون مشروع قانون جديد يُعلن فيه جميع الكائنات خارج الأرض قوى معادية، وهدد بمطاردة من تبقى من السكرول على الأرض، مما أثار اضطرابات، حيث أقدم مدنيون على قتل مسؤولين رفيعي المستوى علنًا خوفًا من أن يكونوا سكرول. التقت فالسوورث بجيا واقترحت شراكة لحماية السكرول من مشروع قانون ريتسون. بعد تحذير ريتسون من الاضطرابات التي تسبب بها، طلب فيوري من فارا الحضور إلى S.A.B.E.R. معه للمساعدة في التفاوض في قمة سلام مع الكري. وافقت، وغادرا الأرض معًا.                                     |            |          |                                                      |                    |

## الاستقبال
حقق المسلسل نسبة مشاهدة منخفضة، حيث لم يشاهده سوى 994,000 أسرة أمريكية في أول عرض له، مما جعله أقل عرض أول لأي مسلسل من سلسلة مارفل السينمائية على منصة ديزني+. كما كان الطلب العالمي ضعيفًا، مع انخفاضات في نسبة مشاهدة الحلقات. وعانى المسلسل من إرهاق أعمال مارفل في السنوات الأخيرة، وبطء وتيرة أحداثه، ونقص في التسويق الفعال.

## روابط خارجية
- الغزو السري على موقع IMDb (الإنجليزية)
- الغزو السري على موقع ميتاكريتيك (الإنجليزية)
- الغزو السري على موقع روتن توميتوز (الإنجليزية)
- الغزو السري على موقع فيلمافينيتي (الإسبانية)
- الغزو السري على موقع كينوبويسك (الروسية)
- الغزو السري على موقع ألو سيني (الفرنسية)
- الغزو السري على موقع ميوزك برينز (الإنجليزية)
- الغزو السري على موقع قاعدة بيانات الفيلم (الإنجليزية)